# Gastrodelphys fernaldi
Gastrodelphys fernaldi är en kräftdjursart som beskrevs av Dudley 1964. Gastrodelphys fernaldi ingår i släktet Gastrodelphys och familjen Gastrodelphyidae. Inga underarter finns listade i Catalogue of Life.